# Haletta semifasciata
Haletta semifasciata là một loài cá vây tia thuộc họ Odacidae, là loàiđặc hữu ở Úc, sống dọc theo bờ biển phía nam. Loài cá này được tìm thấy ở các vùng nước lợ và biển ở các vị trí kín gió ở độ sâu từ 1–7 m. Cá sinh sống ở các khu vực có nền cát với các thảm cỏ biển, thức ăn là động vật không xương sống nhỏ và tảo và rong tảo biển. Loài này phát triển đến chiều dài 29 cm SL, có tầm quan trọng đối với nghề cá thương mại địa phương. Đây là loài duy nhất được biết đến thuộc chi Haletta.